# Hallie Kate Eisenberg
Pour les articles homonymes, voir Eisenberg.
Hallie Eisenberg est une actrice américaine, née le 2 août 1992 à East Brunswick, dans le New Jersey.

## Biographie
Hallie Kate Eisenberg naît le 2 août 1992 à East Brunswick, dans le New Jersey. Ses parents, d'origine polonaise, sont venus s'installer aux États-Unis lorsqu'ils ont déménagé de Szczecin en Pologne. Son frère aîné est Jesse Eisenberg, lui aussi acteur. Elle mesure 1,63 m. Elle est végétarienne.
Dans les années 1990, elle est une actrice enfant connue internationalement grâce à ses spots publicitaires pour la marque Pepsi, en particulier celui où elle prend la voix d'un parrain de la mafia pour négocier un Pepsi plutôt qu'un Coca-Cola dans un restaurant italien.
En 2010, elle se retire du monde du divertissement pour poursuivre ses études à l'American University School of Public Affairs à Washington D.C. d'où elle sort diplômée en 2014.

## Filmographie

### Cinéma
- 1998 : Paulie, le perroquet qui parlait trop (Paulie) : Marie Alweather (enfant)
- 1999 : A Little Inside : Abby Mills
- 1999 : Révélations '('The Insider) : Barbara Wigand
- 1999 : L'Homme bicentenaire (Bicentennial Man) : Amanda Martin à 7 ans
- 2000 : De toute beauté (Beautiful) : Vanessa
- 2006 : Jesus, Mary and Joey : Melissa
- 2006 : How to Eat Fried Worms : Erika
- 2011 : Jewish Connection (Holy Rollers) : Ruth Gold

### Télévision
- 1998 : Un cœur pour la vie (Nicholas' Gift) (téléfilm) : Eleanor
- 1999 : Le Cœur à l'écoute (Blue Moon) (téléfilm) : Josie Medieros
- 1999 : Vote sous influence (Swing Vote) (téléfilm)
- 2000 : Miracle en Alabama (The Miracle Worker) (téléfilm) : Helen Keller
- 2000 : Stage on Screen: The Women (téléfilm) : Little Mary
- 2004 : L'Amour en vedette (The Goodbye Girl) (téléfilm) : Lucy McFadden
- 2008 : Wild Child : Ruthie